# سید نجیب حسینی
سید نجیب حسینی (زادهٔ ۱۳۴۶ در مینودشت) نمایندهٔ حوزهٔ انتخابیهٔ مینودشت، کلاله، گالیکش و مراوه‌تپه در دورهٔ ششم و دورهٔ هشتم مجلس شورای اسلامی بود.
وی همچنین در دوره دوازدهم مجلس شورای اسلامی با اکثریت آراء توانست نماینده حوزه انتخابیه مینودشت، کلاله، گالیکش و مراوه تپه شود.